# Pierre Naust
Pour les articles homonymes, voir Naust.
Pierre Naust (né vers 1660 et décédé en 1709 à Paris) est un facteur d'instruments de musique de la famille des bois installé à Paris.

## Biographie
Pierre Naust, contemporain de Jean-Jacques Rippert, était probablement originaire de La Couture en Normandie, comme Jean Hotteterre. Il reprit vers 1692 l'atelier d'Etienne Fremont (également originaire de La Couture) à Paris, pour lequel il avait probablement déjà travaillé auparavant. Pierre Naust meurt à Paris en 1709, à l'âge de 50 ans environ.
L'activité de son atelier parisien fut toutefois poursuivi par sa veuve Barbe Naust, issue de la célèbre famille de facteurs d'instruments Pelletin, qui, avec son gendre Delerablée, acquit une renommée considérable à partir de 1719. C'est une rareté absolue dans l'histoire de l'artisanat qu'elle soit mentionnée en tant que femme en 1715 avec le titre de « maître faiseur d'instruments de la maison du Roy ». Son atelier fabriquait des instruments à vent en bois de très grande qualité, comme en témoignent les commandes des cours européennes. Ainsi, en 1719 et 1721, deux flûtes traversières furent commandées par le Prince-électeur Maximilien-Emmanuel de Bavière à Munich.
Lorsque Barbe Naust-Pelletin et finalement son gendre moururent en 1734, sa fille veuve épousa Thomas Lot. Grâce à la poursuite de la fabrication de flûtes dans la famille Lot, la tradition de Naust a continué à vivre jusqu'à la fin du 19e siècle. A l'occasion de ce mariage en 1734, un inventaire d'atelier a été établi par un  « expert », le facteur d'instruments parisien également très connu, Charles Bizey. Cet inventaire apporte un éclairage intéressant sur la taille de l'atelier de Madame Naust : deux établis, trois tours, 211 forets, environ 1.000 livres de buis, 26 flûtes traversières, neuf flûtes à bec, dix flageolets, cinq flûtes à bec basses, trois bassons et un ancien modèle de pommer contrebasse.
La biographe Tula Giannini remarque qu'en 1721, la « Dame Naust » propose une flûte avec trois corps de rechange. C'est la première indication d'un type de flûte traversière à quatre parties. Peut-être une invention de l'atelier Naust, ce type de facture s'imposa dans toute l'Europe, notamment très tôt chez Jacob Denner à Nuremberg.